# Boone Carlyle
Pour les articles homonymes, voir Carlyle.
 (décembre 2024).
Si vous disposez d'ouvrages ou d'articles de référence ou si vous connaissez des sites web de qualité traitant du thème abordé ici, merci de compléter l'article en donnant les références utiles à sa vérifiabilité et en les liant à la section « Notes et références ».
Boone Carlyle est un personnage fictif du feuilleton télévisé Lost : Les Disparus interprété par Ian Somerhalder.
Le personnage de Boone est introduit dans l'épisode pilote en tant que demi-frère de Shannon Rutherford avec qui il s'est écrasé. Il essaye de contribuer autant qu'il peut à la sûreté des survivants et devient par la suite le protégé de John Locke. Lorsque avec Locke, ils trouvent la carcasse d'un avion suspendue dans un arbre, il monte dans celui-ci mais est mortellement blessé lorsque l'appareil, déséquilibré, chute jusqu'au sol.

## Biographie fictive

### Avant le crash
Boone, né en octobre 1981, est le fils de Sabrina Carlyle qui est à la tête d'une compagnie de mariage. Quand Boone a dix ans, sa mère se marie à Adam Rutherford, le père d'une fille de huit ans appelée Shannon. À vingt ans, Boone travaille pour sa mère à New York en tant que directeur général. 
Boone a un penchant pour sa demi-sœur qui se développe en amour. Lorsque Boone apprend les problèmes d'argent de Shannon après la mort de son père, il veut l'aider mais elle refuse. Plusieurs fois, Boone sauve Shannon de ses relations en payant ses petits amis pour qu'ils la quittent. Lorsque Shannon lui apprend que son petit-ami la maltraite, Boone se rend à Sydney pour la sauver à nouveau mais il s'agit d'une arnaque visant à obtenir son argent. Boone apprend la supercherie lorsque le petit ami de Shannon s'enfuit avec l'argent et la quitte. Boone prend alors le vol Oceanic 815 avec Shannon pour retourner aux États-Unis.

### Après le crash
Après le crash, Boone fait un massage cardiaque à Rose, inconsciente, qu'il prétend avoir appris quand il était maître-nageur. Boone maintient une attitude généralement utile et reste protecteur envers Shannon, bien qu'il la critique pour son inactivité. Son attitude protectrice se combine à de la jalousie quand Shannon éprouve des sentiments pour Sayid et Boone essaye sans succès de mettre un terme à leur relation.
Par la suite, alors qu'ils recherchent Charlie et Claire, Boone et Locke découvrent une trappe au milieu de la jungle mais gardent le secret. Quelque temps après, Locke le soumet à un exercice hallucinatoire pour lui permettre de résoudre ses problèmes de cœur avec Shannon. Boone et Locke découvrent également un Beechcraft appartenant à des trafiquants d'héroïne coincé dans un arbre. Boone grimpe dans l'avion et trouve une radio qui marche dans le cockpit qu'il utilise pour transmettre un mayday. Il reçoit la réponse d'un homme qui se trouve être Bernard mais à cause d'un déséquilibre de l'avion, il tombe au sol et Boone en est gravement blessé. Bien que Jack ait essayé de le soigner, il meurt en disant comme derniers mots « Dites à Shannon… » sans pouvoir terminer sa phrase.
Boone réapparait par la suite lorsque Locke essaye son produit hallucinogène sur lui-même. Il voit alors Boone qui le pousse dans un fauteuil roulant à l'aéroport de Sydney où les autres personnages sont également présents. Boone indique à Locke qu'il doit aider quelqu'un en grand danger. Quand Locke trouve le bâton d'Eko, Boone reprend la même apparence que quand il est mort et dit à Locke qu'il n'a plus beaucoup de temps.
Dans la version officielle des « six de l'Oceanic », Boone est un de ceux qui ont survécu au crash mais qui est mort de blessures internes.
Dans la réalité alternative, Boone revient seul à Los Angeles sur le vol 815. Plus tard, avec l'aide de Hurley, il parvient à réunir Shannon et Sayid afin qu'ils se souviennent de leur passé sur l'île. Il est également présent dans l'église lorsque tous les rescapés du vol 815 se retrouvent.